# Henryk Kubalski

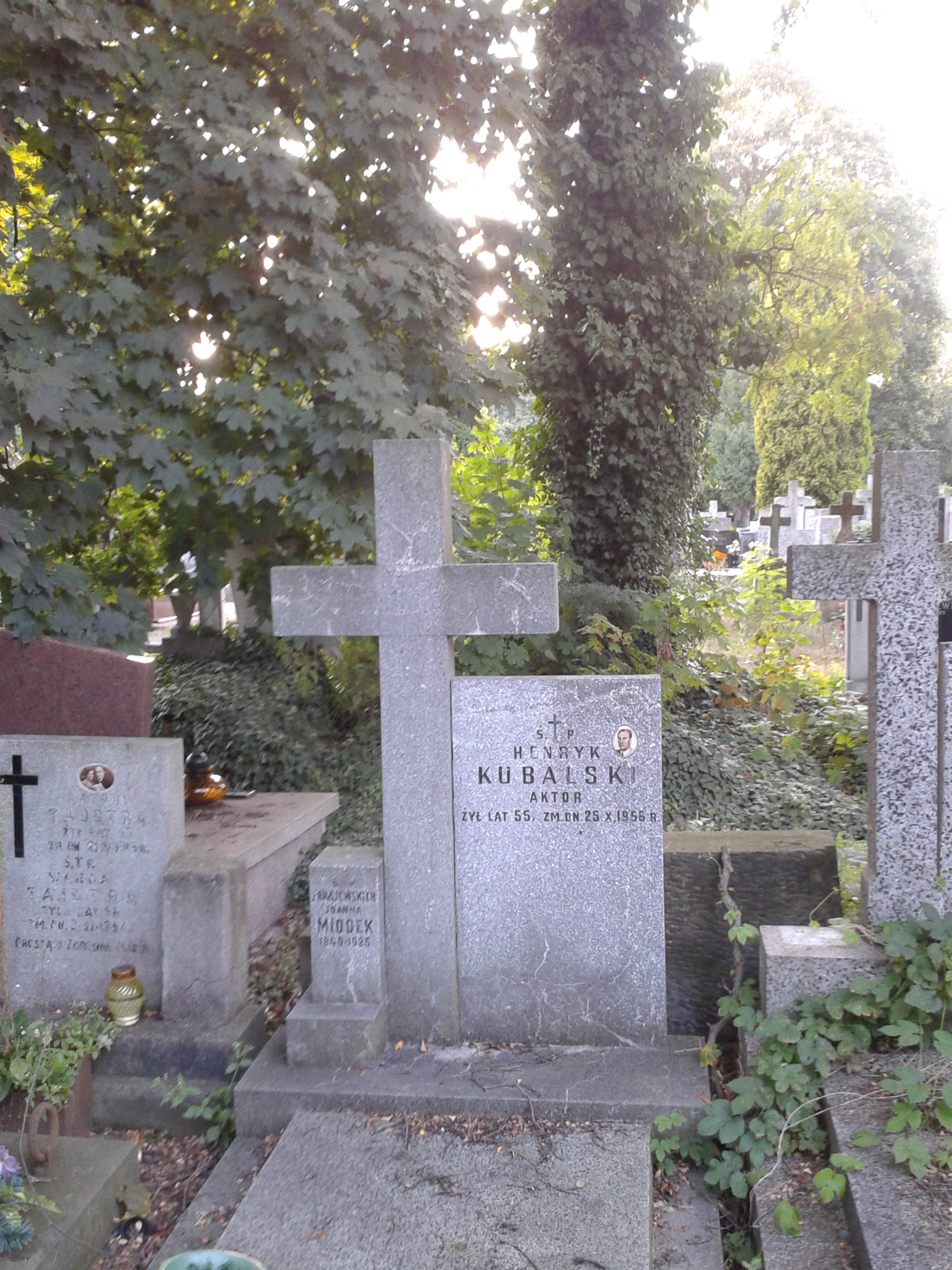
Grób Henryka Kubalskiego na cmentarzu Bródnowskim

Henryk Wacław Kubalski (ur. 6 stycznia 1901 w Piotrkowie Trybunalskim, zm. 22 października 1956 w Warszawie) – polski aktor teatralny i filmowy.

## Życiorys
Syn Stefana i Leokadii Kubalskich. Debiutował 16 stycznia 1918 na deskach warszawskiego Teatru Praskiego. W latach 1921–1925 co sezon zmieniał miejsce pracy, były to: Teatr im. Wojciecha Bogusławskiego w Warszawie (1921/1922), Teatr Rozmaitości (1922/1923), Teatr im. Aleksandra Fredry (1923/1924), Teatr Szkarłatna Maska (1924/1925). W 1925 związał się z Teatrem Polskim, gdzie występował do września 1939. Podczas wojny pracował jako kelner w „Kawiarni-Barze” w Teatrze Polskim.
W 1945 wyjechał do Zakopanego, gdzie występował w Teatrze Podhalańskim. Po roku powrócił do Warszawy i przystąpił do zespołu Teatru Polskiego, gdzie występował do śmierci. W produkcjach filmowych grał w rolach epizodycznych i drugoplanowych.
Zmarł 22 października 1956 w Warszawie, pochowany 30 października 1956 na cmentarzu Bródnowskim (kwatera 24E-I-24).

## Filmografia
1934: Śluby ułańskie
1936: Jadzia
1948: Skarb – mężczyzna, którego Witek Konar pyta o ul. Równą 64

## Ordery i odznaczenia
- Złoty Krzyż Zasługi (dwukrotnie: 25 czerwca 1946[2], 25 czerwca 1953[3])
- Medal 10-lecia Polski Ludowej (19 stycznia 1955)[4]